# Anonchotaenia
Genre
Anonchotaenia est un genre de cestodes de la famille des Paruterinidae.

## Systématique
Le genre Anonchotaenia a été créé en 1900 par le zoologiste allemand Ludwig Cohn (d) (1873-1935).

## Liste d'espèces
Selon la classification de Hallan :
- Anonchotaenia (Anonchotaenia) Cohn, 1900
  - Anonchotaenia antirina Singal, 1970
  - Anonchotaenia chauhani Mukherjee, 1967
  - Anonchotaenia clelandi (Johnston, 1912)
  - Anonchotaenia globata (von Linstow, 1879)
  - Anonchotaenia indica Singh, 1964
  - Anonchotaenia ranae (Ulmer & James, 1976)
  - Anonchotaenia singhi Shinde, 1985
  - Anonchotaenia yadavi Sharma & Mathur, 1987
- Anonchotaenia (Paranonchotaenia) Mariaux, 1991
  - Anonchotaenia malaconoti Mariaux, 1991
  - Anonchotaenia prionopos Mariaux, 1991

## Publication originale
- (de) Ludwig Cohn, « Zur Kenntnis einiger Vogeltaenien », Zoologischer Anzeiger, Elsevier, vol. 23,‎ 1900, p. 91-98 (ISSN 0044-5231 et 1873-2674, OCLC 300273791, lire en ligne).